# El Wahatt
Pour les articles homonymes, voir Wahat.
El Wahatt [image souhaitée] est une commune du centre-sud de la Mauritanie, située dans la région du Tagant.

## Population
Lors du Recensement général de la population et de l'habitat (RGPH) de 2000, El Wahatt comptait 5 433 habitants.